# Elisabeth Sickl
Elisabeth Sickl, née le 13 janvier 1940 à Vienne, est une enseignante et femme politique autrichienne membre du Parti de la liberté d'Autriche (FPÖ).
Elle est ministre fédérale des Affaires sociales entre février et octobre 2000.

## Biographie

### Formation et vie professionnelle
Elle obtient son Matura en 1958, puis s'inscrit à l'université de Vienne. Elle y étudie le droit et passe son doctorat en 1966. Trois ans plus tard, elle suit une formation en vue de devenir enseignante.
Elle exerce son métier dans diverses structures de l'enseignement professionnel. En 1974, elle est recrutée par une structure enseignant le commerce à Feldkirchen, en Carinthie. Elle en prend la direction en 1990.

### Débuts politiques en Carinthie
Elle est nommée le 10 novembre 1994 membre du gouvernement régional de Carinthie, dirigé par le gouverneur conservateur Christof Zernatto. Elle démissionne en conséquence de ses responsabilités professionnelles. Ayant postulé aux élections régionales du 7 mars 1999, elle est élue députée régionale au Landtag, dont elle devient la troisième présidente.

### Brièvement ministre fédérale
À la suite des élections législatives du 3 octobre 1999, le FPÖ forme une « coalition noire-bleue » avec le Parti populaire autrichien (ÖVP). Le 4 février 2000, Elisabeth Sickl est nommée ministre fédérale de la Sécurité sociale et des Générations. Elle remet sa démission dès le 24 octobre, à la demande de la direction du parti qui la remplace par Herbert Haupt.

### Retrait de la vie politique
Elle met alors un terme à sa carrière politique et se retire à Albeck, en Carinthie. Elle y possède un château depuis 1987, qu'elle a transformé en centre culturel et touristique.